# Ruta nacional PE-3S F
La Ruta nacional PE-3S F es la denominación que se le conoce a la ramal de la carretera Longitudinal de la Sierra Sur Ramal Matara-Chinchaypujios en el sur del Perú. Tiene una longitud de 402,90 km de vía parcialmente asfaltada. Actualmente la vía se encuentra asfaltada desde Matara hasta Chuquibambilla  y afirmada desde Chuquibambilla hasta Chinchaypujios. La vía recorre las provincia de Abancay, Grau, Cotabambas en Apurímac y Anta en el Cuzco.
Se otorgó la buena pro a Concar SA para el mejoramiento y conservación de la vía.

## Recorrido
Su recorrido se distribuye de la manera siguiente:
- Matara
- Abra Llullita
- Chuquibambilla
- Pogreso
- Challhuahuacho
- Tambobamba
- Abra Chanacairo
- Cotabambas
- Chinchaypujios